# Musåns dämningsområde
Musåns dämningsområde är en sjö i Tranemo kommun i Västergötland och ingår i Ätrans huvudavrinningsområde. Sjöns area är 0,081 kvadratkilometer och den befinner sig 200,4 meter över havet.